# エスピオナージ (映画)
『エスピオナージ』（原題：Le Serpent / Night Flight from Moscow）は、1973年制作の諜報活動をテーマにしたフランス・イタリア・西ドイツ映画。

## 概要
エスピオナージとは「諜報」の意味。原作はピエール・ノールの同名小説。東西冷戦時代の西ヨーロッパにおける諜報活動を、各国の虚々実々の駆け引きを織り交ぜつつ、リアルかつ重厚に描いた作品。劇中に登場するグリーニッケ橋（Glienicke Bridge）は冷戦時代に実際に捕虜交換が行われた場所で、ドイツのポツダムに現存する。
原題の「Le Serpent」には「蛇」や「狡猾」の意味がある。なお2006年制作の映画『蛇男』は原題が同じだが無関係である。

## あらすじ
在仏ソ連大使館駐在武官のウラソフKGB大佐は、帰国途上のオルリー空港で空港警察に突如飛び込み、アメリカへの政治亡命を求める。フランス対外治安総局（SDECE）のベルトン局長はフランス単独での処理を目指すが、ウラソフは事前にアメリカ大使館に自身の亡命を通報しており、結局アメリカが引き取ることになる。ウラソフを受け入れたCIAのデービス長官は、イギリスMI6のボイルからの情報や様々のテスト等から、ウラソフがクレムリンでの出世競争に敗れ失脚寸前に追い込まれての亡命と結論付け、「KGBの大物」の情報を利用しようとする。
ウラソフは、KGBがNATO諸国やフランスで大規模な諜報作戦を展開中で、既に各国軍部・情報部の中枢や政財界に多数の内通者がおり、西ヨーロッパの防諜・防衛システムは骨抜きにされつつあると警告する。折りしもウラソフが「内通者」と名指しした人物が次々と謎の死を遂げ、各国政府が対応に奔走する中、フランスではベルトンが内通者との疑惑が持ち上がる。謹慎処分を受け部下から監視されるベルトンは、自身の潔白を証明すべく監視を撒いてボイルの元へ向かうが。。。
米・英・仏・独・ソ各国の思惑が交錯する中、事態は意外な方向へ展開していく。

## キャスト
※括弧内は日本語吹替（初回放送1976年7月11日『日曜洋画劇場』）
- アレクセイ・ウラソフKGB大佐：ユル・ブリンナー（小林修）
- アレン・デービスCIA長官：ヘンリー・フォンダ（小山田宗徳）
- フィリップ・ボイルMI6諜報員：ダーク・ボガード（穂積隆信）
- ルシアン・ベルトンSDECE局長：フィリップ・ノワレ